# Moncel-lès-Lunéville
Pour l’article ayant un titre homophone, voir Montcel.
Pour les articles homonymes, voir Moncel-sur-Seille et Moncel-sur-Vair.
Moncel-lès-Lunéville est une commune française située dans le département de Meurthe-et-Moselle en région Grand Est.

## Géographie

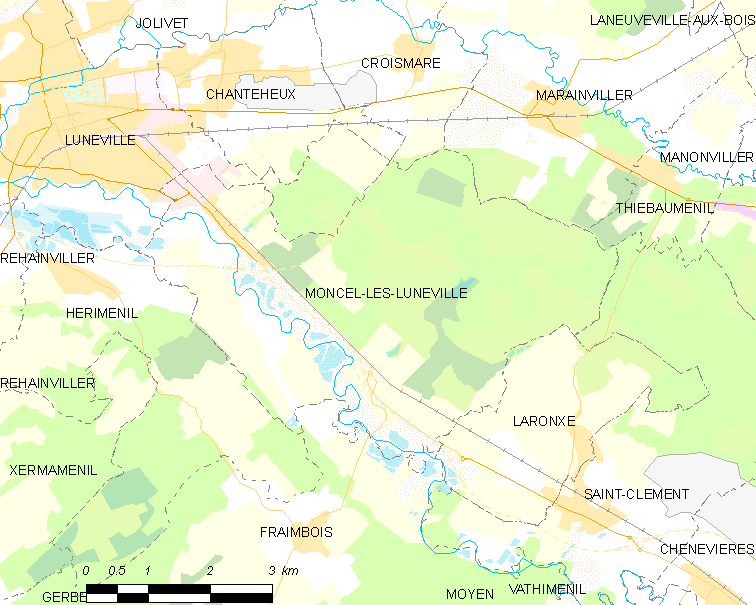
Moncel-lès-Lunéville.

| Lunéville | Croismare Chanteheux (par un quadripoint) | Marainviller Thiébauménil |
|           | Moncel-lès-Lunéville                      | Saint-Clément             |
| Hériménil | Fraimbois                                 | Laronxe                   |

### Hydrographie
La commune est dans le bassin versant du Rhin au sein du bassin Rhin-Meuse. Elle est drainée par la Meurthe, le ruisseau de Behut, le ruisseau de la Ferme de Mondon, le ruisseau de la Fourasse, le ruisseau de la Pointe des Gras et le ruisseau de la Tuilerie,.
La Meurthe, d'une longueur de 161 km, prend sa source dans la commune du Valtin et se jette  dans la Moselle à Pompey, après avoir traversé 53 communes. Les caractéristiques hydrologiques de la Meurthe sont données par la station hydrologique située sur la commune de Lunéville. Le débit moyen mensuel est de 17,6 m3/s. Le débit moyen journalier maximum est de 371 m3/s, atteint lors de la crue du 27 mai 1983. Le débit instantané maximal est quant à lui de 407 m3/s, atteint le même jour.

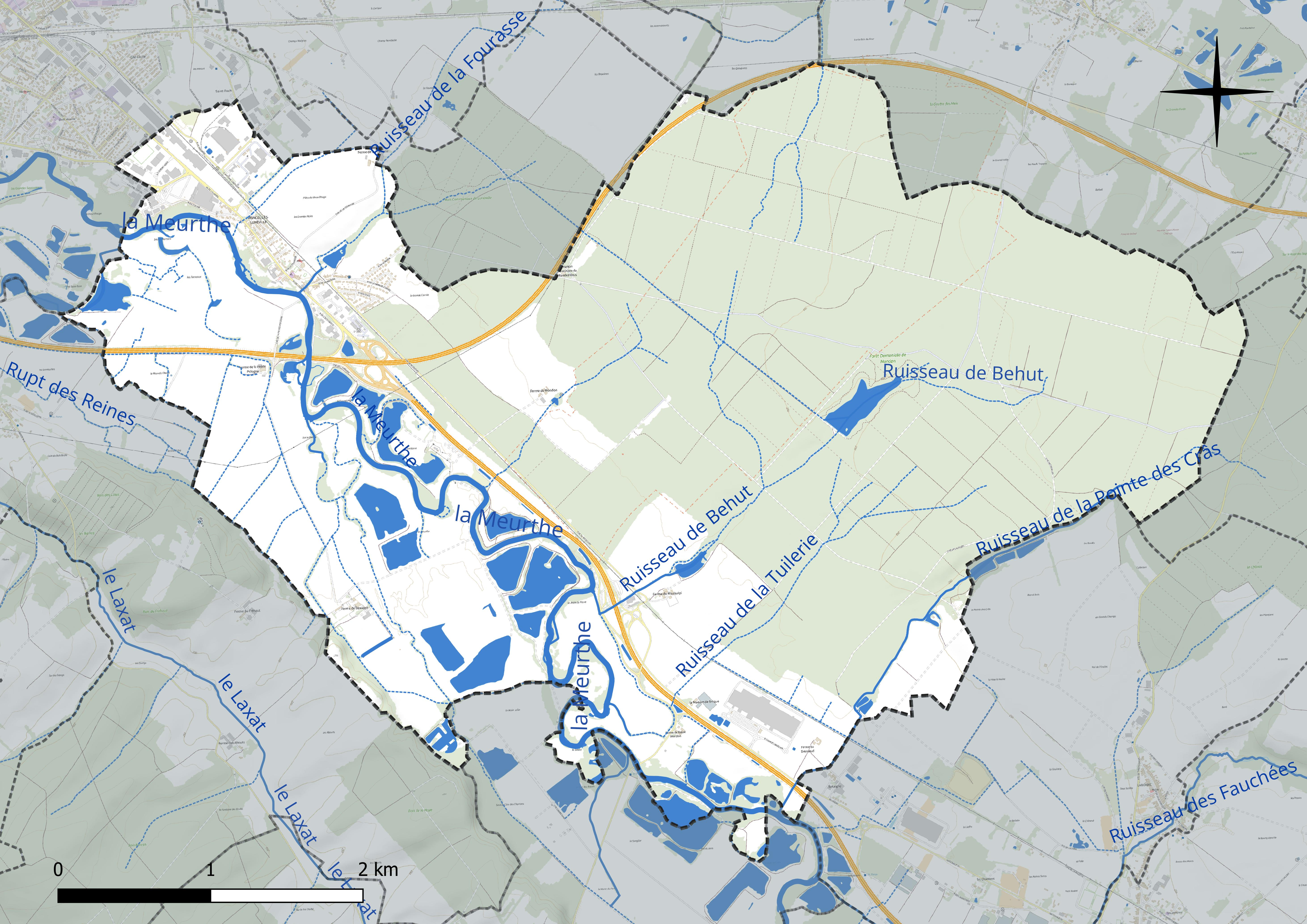
Réseau hydrographique de Moncel-lès-Lunéville.

Un plan d'eau complète le réseau hydrographique : l'étang Béhut (1,6 ha),.

### Climat
Pour des articles plus généraux, voir Climat du Grand Est et Climat de Meurthe-et-Moselle.
En 2010, le climat de la commune est de type climat océanique dégradé des plaines du Centre et du Nord, selon une étude du Centre national de la recherche scientifique s'appuyant sur une série de données couvrant la période 1971-2000. En 2020, Météo-France publie une typologie des climats de la France métropolitaine dans laquelle la commune est exposée à un climat semi-continental et est dans la région climatique  Lorraine, plateau de Langres, Morvan, caractérisée par un hiver rude (1,5 °C), des vents modérés et des brouillards fréquents en automne et hiver. 
Pour la période 1971-2000, la température annuelle moyenne est de 9,7 °C, avec une amplitude thermique annuelle de 16,9 °C. Le cumul annuel moyen de précipitations est de 781 mm, avec 11,4 jours de précipitations en janvier et 9,4 jours en juillet. Pour la période 1991-2020, la température moyenne annuelle observée sur la station météorologique de Météo-France la plus proche, « Roville », sur la commune de Roville-aux-Chênes à 22 km à vol d'oiseau, est de 10,3 °C et le cumul annuel moyen de précipitations est de 833,3 mm. 
La température maximale relevée sur cette station est de 40 °C, atteinte le 25 juillet 2019 ; la température minimale est de −24,5 °C, atteinte le 2 janvier 1971,,. 
Les paramètres climatiques de la commune ont été estimés pour le milieu du siècle (2041-2070) selon différents scénarios d'émission de gaz à effet de serre à partir des nouvelles projections climatiques de référence DRIAS-2020. Ils sont consultables sur un site dédié publié par Météo-France en novembre 2022.

## Urbanisme

### Typologie
Au 1er janvier 2024, Moncel-lès-Lunéville est catégorisée commune rurale à habitat dispersé, selon la nouvelle grille communale de densité à sept niveaux définie par l'Insee en 2022.
Elle appartient à l'unité urbaine de Lunéville, une agglomération intra-départementale regroupant quatre  communes, dont elle est une commune de la banlieue,,. Par ailleurs la commune fait partie de l'aire d'attraction de Nancy, dont elle est une commune de la couronne,. Cette aire, qui regroupe 353 communes, est catégorisée dans les aires de 200 000 à moins de 700 000 habitants,.

### Occupation des sols
L'occupation des sols de la commune, telle qu'elle ressort de la base de données européenne d’occupation biophysique des sols Corine Land Cover (CLC), est marquée par l'importance des forêts et milieux semi-naturels (56 % en 2018), une proportion sensiblement équivalente à celle de 1990 (56,8 %). La répartition détaillée en 2018 est la suivante : 
forêts (36,9 %), terres arables (24,7 %), milieux à végétation arbustive et/ou herbacée (19,1 %), zones agricoles hétérogènes (10,6 %), prairies (4,8 %), zones industrielles ou commerciales et réseaux de communication (2,2 %), zones urbanisées (1,6 %). L'évolution de l’occupation des sols de la commune et de ses infrastructures peut être observée sur les différentes représentations cartographiques du territoire : la carte de Cassini (XVIIIe siècle), la carte d'état-major (1820-1866) et les cartes ou photos aériennes de l'IGN pour la période actuelle (1950 à aujourd'hui).

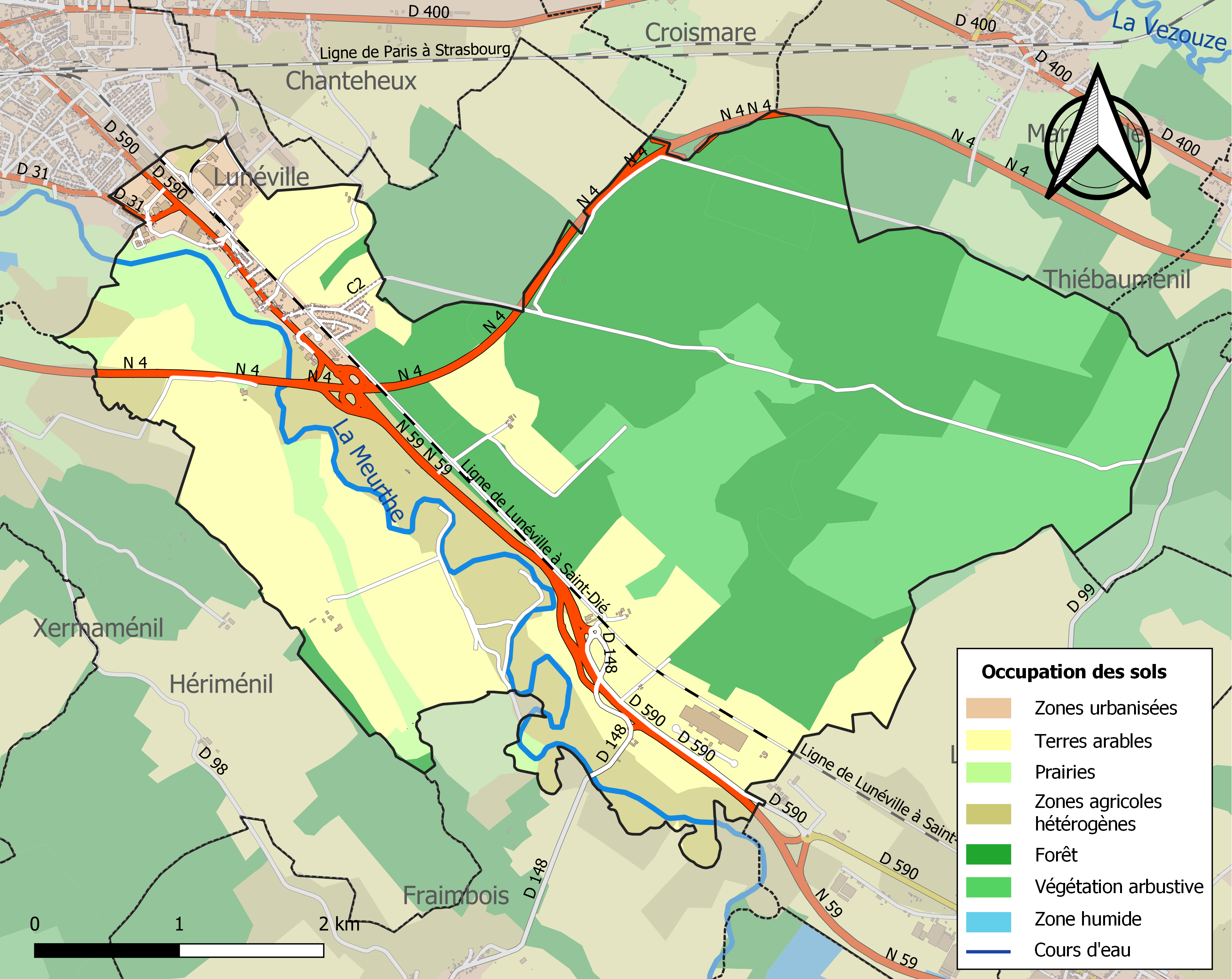
Carte des infrastructures et de l'occupation des sols de la commune en 2018 (CLC).

## Toponymie
Le nom de la localité est attesté sous les formes Wuadum de Monces (1130) ; Moncellæ (1135) ; Monceps (1147) ; Monceiæ (1163) ; Nova villa de Monceas (1224) ; Moncez (1318) ; Moncel-sur-Meurthe.

Un moncel désigne en ancien français « un monceau, petit mont, colline ».
Au XXe siècle, une demande est faite en 1951 pour que Moncel devienne « Moncel-lès-Lunéville ».

La commission de révision du nom des communes, par la voix du Préfet, fera savoir son exigence d’utiliser le terme « lès », qui signifie « près de ». Le 16 août 1955 le changement de nom est entériné par Edgar Faure, président du Conseil des ministres, sous la IVe République.

La préposition « lès » permet de signifier la proximité d'un lieu géographique par rapport à un autre lieu. En règle générale, il s'agit d'une localité qui tient à se situer par rapport à une ville voisine plus grande. La commune de Moncel indique qu'elle se situe près de Lunéville.

## Histoire
- Présence mérovingienne.
- Fondation en 1130 de l'abbaye de Beaupré, détruite à la Révolution.

## Politique et administration
| Période                                  | Période   | Identité         | Étiquette | Qualité             |
| ---------------------------------------- | --------- | ---------------- | --------- | ------------------- |
| Les données manquantes sont à compléter. |           |                  |           |                     |
| avant 2001                               | mars 2008 | Bernard Mercier  | DVD       |                     |
| mars 2008                                | mai 2020  | Vincent Vauthier |           | Ingénieur           |
| mai 2020                                 | En cours  | Matthieu Sigiel, |           | Employé de commerce |

## Population et société

### Démographie
L'évolution du nombre d'habitants est connue à travers les recensements de la population effectués dans la commune depuis 1793. Pour les communes de moins de 10 000 habitants, une enquête de recensement portant sur toute la population est réalisée tous les cinq ans, les populations de référence des années intermédiaires étant quant à elles estimées par interpolation ou extrapolation. Pour la commune, le premier recensement exhaustif entrant dans le cadre du nouveau dispositif a été réalisé en 2008.

En 2022, la commune comptait 612 habitants, en évolution de −2,86 % par rapport à 2016 (Meurthe-et-Moselle : −0,13 %, France hors Mayotte : +2,11 %).
| 1793 | 1800 | 1806 | 1821 | 1831 | 1836 | 1841 | 1846 | 1851 |
| ---- | ---- | ---- | ---- | ---- | ---- | ---- | ---- | ---- |
| 66   | 177  | 244  | 193  | 282  | 322  | 322  | 350  | 352  |

| 1856 | 1861 | 1872 | 1876 | 1881 | 1886 | 1891 | 1896 | 1901 |
| ---- | ---- | ---- | ---- | ---- | ---- | ---- | ---- | ---- |
| 341  | 332  | 323  | 346  | 409  | 415  | 431  | 467  | 519  |

| 1906 | 1911 | 1921 | 1926 | 1931 | 1936 | 1946 | 1954 | 1962 |
| ---- | ---- | ---- | ---- | ---- | ---- | ---- | ---- | ---- |
| 531  | 580  | 530  | 488  | 490  | 445  | 369  | 417  | 371  |

| 1968 | 1975 | 1982 | 1990 | 1999 | 2006 | 2008 | 2013 | 2018 |
| ---- | ---- | ---- | ---- | ---- | ---- | ---- | ---- | ---- |
| 367  | 352  | 402  | 364  | 391  | 450  | 466  | 611  | 622  |

| 2022 | - | - | - | - | - | - | - | - |
| ---- | - | - | - | - | - | - | - | - |
| 612  | - | - | - | - | - | - | - | - |

## Économie
La société Vicat dispose d'une carrière pour la fabrication de béton et de granulats. La commune accueille également une zone commerciale importante comprenant un hypermarché Cora.

## Culture locale et patrimoine

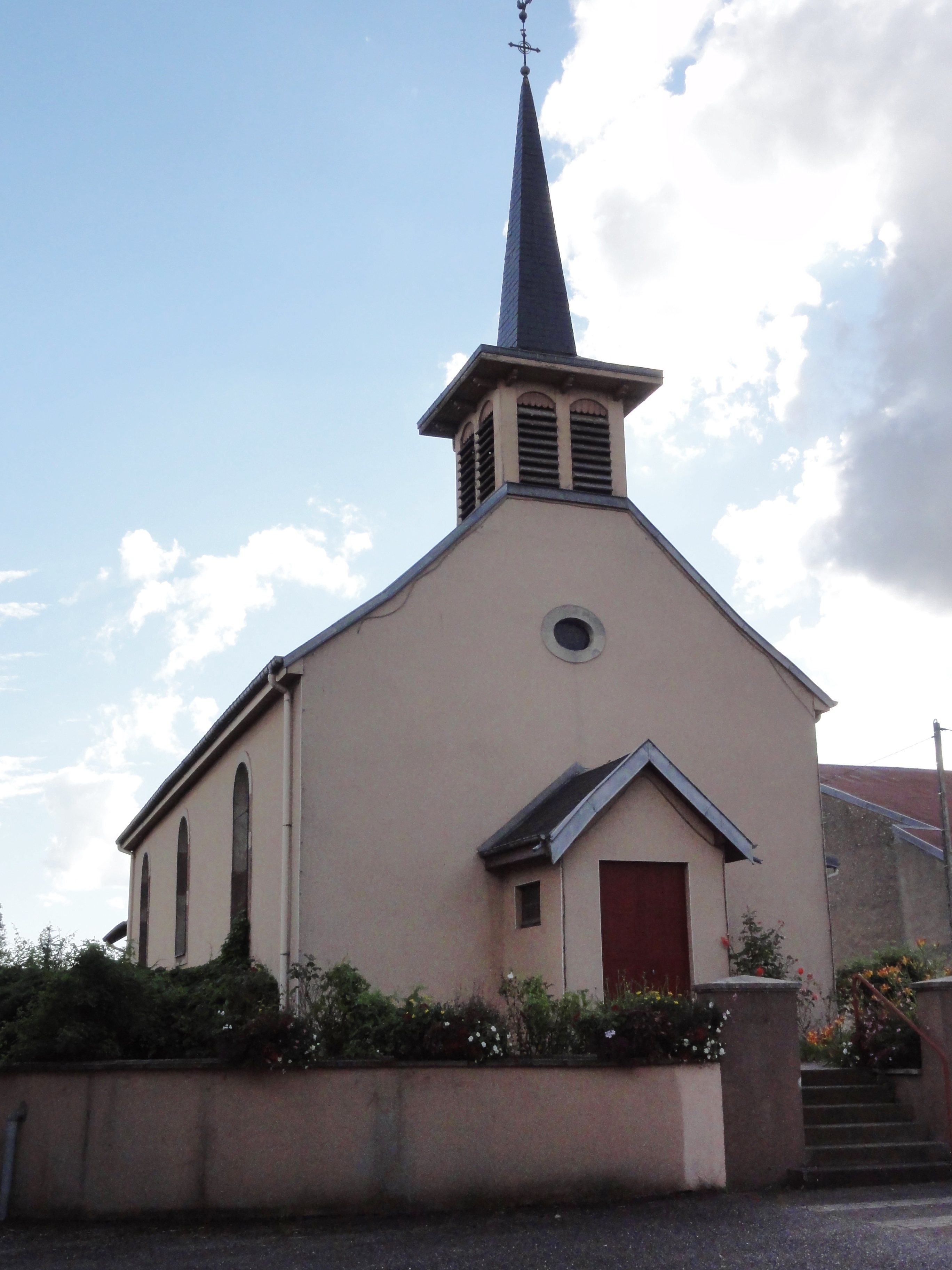
L'église.

### Lieux et monuments
- Ferme de la Petite Pologne XVIIIe siècle.
- Ferme de Beaupré, comportant la Porterie et deux tours de l'enceinte de l'ancienne abbaye.
- Abbaye cistercienne de Beaupré, à l'écart du village, incendiée en 1796 : reste la porterie (l'infirmerie a été rasée en 1977).
- Église Saint-Martin XVIIIe siècle : tour disparue, remplacée par un clocheton après 1944.

### Personnalité liée à la commune
- (Jacques-François de Choiseul, dit le Marquis de Beaupré, maréchal-des-camps et armées du roi et gouverneur de Dinan, était fieffé à Chassey-Beaupré (Meuse), pas à Moncel).

### Héraldique
| Blason de Moncel-lès-Lunéville | Blason  | De gueules aux cinq annelets d'or ordonnés en sautoir.                                                                                        |
| Blason de Moncel-lès-Lunéville | Détails | Il s'agit du blason de la maison de Moncel près de Lunéville, famille d'ancienne chevalerie. Le statut officiel du blason reste à déterminer. |